# Puissance quatrième parfaite
En arithmétique et en algèbre, une puissance quatrième parfaite, ou nombre 4-hypercubique s'il est non nul (en tant que nombre figuré), est l'élévation à la puissance quatre d'un entier. C'est donc le carré d'un carré parfait.
Les premiers de ces nombres sont :
0, 1, 16, 81, 256, 625, 1296, 2401, 4096, 6561, 10000, 14641, 20736, 28561, 38416, 50625, 65536, 83521, 104976, 130321, 160 000, 194481, 234256, 279841, 331776, 390625, 456976, 531441, 614656, 707281, 810000, ... suite A000583 de l'OEIS     .

## Propriétés
Le dernier chiffre d'une puissance quatrième (parfaite) en système décimal ne peut être que 0 (en fait 0000), 1, 5 (en fait 0625) ou 6.
Tout entier naturel est la somme d'au plus 19 puissances quatrièmes ; tout entier supérieur à 13792 est la somme d'au plus 16 puissances quatrièmes (voir le problème de Waring ).
Fermat savait qu'une puissance quatrième non nulle ne peut pas être la somme de deux autres puissances quatrièmes non nulles (c'est le cas n = 4 du dernier théorème de Fermat ; voir le théorème de Fermat sur les triangles rectangles ). Euler a conjecturé qu'une puissance quatrième non nulle ne peut pas s’écrire comme somme de trois puissances quatrièmes non nulles, mais 200 ans plus tard, en 1986, ceci a été réfuté par Elkies avec le contre-exemple :
206156734 =  187967604 + 153656394 + 26824404.
Elkies a montré qu'il existe une infinité d'autres contre-exemples pour l'exposant 4 ; en voici quelques uns :
28130014 = 27676244 + 13904004 + 6738654 (Allan MacLeod)
87074814 = 83322084 + 55078804 + 17055754 (D.J. Bernstein)
121974574 = 112890404 + 82825434 + 58700004 (D.J. Bernstein)
160030174 = 141737204 + 125522004 + 44790314 (D.J. Bernstein)
164305134 = 162810094 + 70286004 + 36428404 (D.J. Bernstein)
4224814 = 4145604 + 2175194 + 958004 (Roger Frye, 1988)
6385232494 = 6306626244 + 2751562404 + 2190764654 (Allan MacLeod, 1998)